# Сюєртаська
Сюєртаська (рос. Сюерта́шская, крим. Süyür Taş, Сююр Таш) — балка (маловодна річка) в Україні, у Ленінському районі Автономної Республіки Крим, Керченський півострів, (басейн Азовського моря).

## Опис
Довжина річки 5,8 км, площа басейну водозбору 17,6  км². Формується 5 безіменними притоками (балками).

## Розташування
Бере початок на відстані 1 км від ставка Борисів та на північній стороні від гори Довга (98,5 м). Тече переважно на північний захід понад горою Курган і на північно-східній стороні від села Золоте (до 1948 — Чеґене, крим. Çegene)  та у колишньому селі Сююрташ впадає у Азовське море.

## Цікавий факт
- На лівій стороні від гирла річки розташований мис Чагани[2].
- На південно-східній стороні від витоку річки розташовані Каралавські каменоломні[2].
- У балці діє малоактивний Сююрташскій грязьовий вулкан[4], є сірководневі джерела[5] (налічується до 7 штук, що випливають з-під вапнякової скелі Курган в 1,5 від моря.)